# Bulletin of the American Mathematical Society
Бюлетень Американського математичного товариства (Bulletin of the American Mathematical Society, абревіатура: Bull, Amer. Math. Soc.) — науковий журнал про математику, видається Американським математичним товариством. Журнал публікує наукові статті та огляди. Журнал, заснований під назвою Bulletin Нью-Йоркського математичного товариства, змінив назву зі зміною назви видавця в Американському математичному товаристві; в даний час на Філадельфійському списку.
Параметри журналу: частота виходу — щоквартально.
Перше видання 1891 року.
Головний редактор Сьюзен Дж. Фрідлендер.
ISSN 1088-9485

## Інші видання Американського математичного товариства
- Journal of the American Mathematical Society
- Memoirs of the American Mathematical Society
- Notices of the American Mathematical Society
- Proceedings of the American Mathematical Society
- Transactions of the American Mathematical Society